# SSX (2012)
SSX is een snowboard-computerspel, in 2012 uitgebracht door het Amerikaanse bedrijf EA Sports. Het spel verscheen voor de spelconsoles PlayStation 3 en Xbox 360. De speler speelt een snowboarder die een berg afdaalt. Bij het spel kunnen negen bergen afgedaald worden. De bedoeling van het spel is veel punten en snelle tijden te behalen. Het perspectief van het spel is in de derde persoon.

## Ontvangst
Het spel werd overwegend positief ontvangen:
| Beoordeeld door       | Platform | Jaar          | Score |
| --------------------- | -------- | ------------- | ----- |
| Cheat Code Central    | 2012     | PlayStation 3 | 92%   |
| Eurogamer.it          | 2012     | PlayStation 3 | 90%   |
| Playstation Front     | 2012     | PlayStation 3 | 87%   |
| MEGA                  | 2012     | PlayStation 3 | 85%   |
| Jeuxvideo.com         | 2012     | PlayStation 3 | 85%   |
| Gameswelt             | 2012     | Xbox 360      | 83%   |
| PlayStation Lifestyle | 2012     | PlayStation 3 | 80%   |
| Game Captain          | 2012     | PlayStation 3 | 80%   |
| DarkZero              | 2012     | PlayStation 3 | 80%   |
| Eurogamer.se          | 2012     | PlayStation 3 | 70%   |